# Estigmene neuriastis
Estigmene neuriastis är en fjärilsart som beskrevs av George Francis Hampson. Estigmene neuriastis ingår i släktet Estigmene och familjen björnspinnare. Inga underarter finns listade i Catalogue of Life.